# Radioactivitat natural

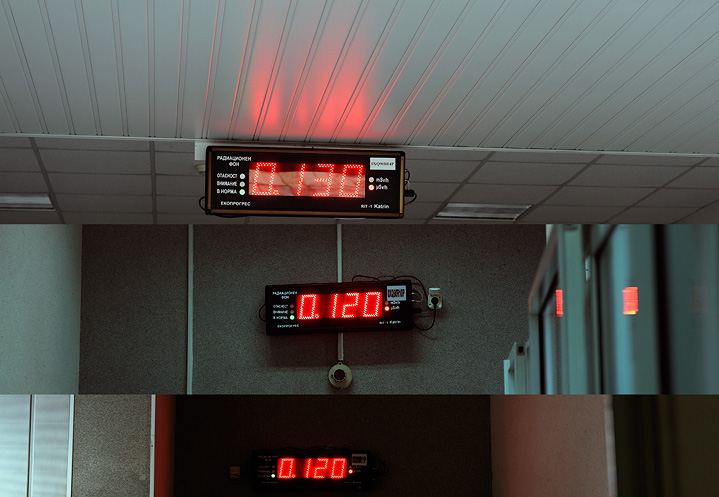
El nivell de radioactivitat natural és diferent de zero a qualsevol lloc de la Terra.

La radioactivitat natural és la radioactivitat que es presenta a la natura a causa de les cadenes d'elements radioactius naturals i d'origen no antropogènic. Està present constantment en el medi ambient (sòl, masses d'aigua i aire) i en l'aire la seva concentració oscil·la segons els moviments de les masses d'aire, la pressió atmosfèrica, la contaminació i altres factors. També poden augmentar en un focus per causes naturals, com per exemple l'erupció d'un volcà, o humanes indirectes, com per exemple una excavació a terra per a fer els fonaments d'un edifici.
Una contribució important de radioactivitat natural atmosfèrica prové de la cadena de desintegració del radó, ja que alguns àtoms d'aquest gas que es troben al sòl es van escapant per osmosi entre els porus del terra cap a l'aire. Una altra petita aportació prové de la que aconsegueix travessar l'atmosfera de fora cap endins i que és produïda per raigs còsmics d'alta energia.
La radioactivitat natural té el mateix comportament física, química, nuclear i toxicològicament que l'artificial. El terme “natural” o “artificial” serveix només per a diferenciar el seu origen. Existeix radioactivitat natural de tipus alfa, beta i gamma; i també radioactivitat artificial de tipus alfa, beta i gamma; que és exactament igual (nuclis d'heli, electrons o positrons, i fotons, respectivament).

## Dosimetria
La mitjana mundial de dosis absorbides de radiació per una persona és d'uns 2,4 mil·lisievert (mSv) per any. Aquesta exposició prové principalment de la radiació còsmica natural i de radionúclids a l'ambient. Les centrals de carbó velles sense captura de cendres efectiva són una de les principals fonts d'exposició radioactiva de radiació artificial.
El nivell de la radioactivitat natural depèn de la geografia de cada lloc. Entre els llocs més radioactius, a més de Ramsar a l'Iran, es troba Guarapari al Brasil, Kerala a l'Índia, el nord de la serralada Flinders a Austràlia i Yangjiang a la Xina. A Ramsar hi ha una dosi anual de 260 mSv (comparada amb només un 0.06 d'una radiografia mamària).
En un mateix lloc, per exemple un habitatge, la radioactivitat natural és més alta si hi ha obres al carrer o a un edifici veí, o els divendres a la nit i els diumenges a la tarda (si es troba a prop d'una entrada o sortida d'una gran ciutat, a causa del trànsit de vehicles) o si no es ventila (s'obren les finestres) diàriament. La radioactivitat, com la pols, tendeix a ser superior als racons.

## Detecció i monitoratge
La concentració de radioactivitat natural a l'aire és mesurada de manera diferenciada en alguns detectors de radioactivitat natural i artificial, per exemple a alguns dels que formen la xarxa de vigilància de radioactivitat de la Unió Europea, que en principi serveix per a detectar possibles accidents i estudiar cap on es dirigeix la radioactivitat.
Per a aprofitar la instal·lació, alguns detecten i controlen la radiació natural per a estudiar els moviments de les masses d'aire i així poder establir models probabilístics de, per exemple, cap on es dirigiria la radiació en cas d'accident, però també on anirien els fums d'un incendi, un núvol tòxic, el pol·len, etc. També serveix com una eina més de mesura de la contaminació atmosfèrica, ja que com més partícules sòlides (fums del tabac o de combustibles fòssils, cendres, etc.) hi ha a l'atmosfera, més s'eleva la radioactivitat natural detectada.